# Viličevići
Viličevići (cyr. Виличевићи) – wieś w Bośni i Hercegowinie, w Republice Serbskiej, w gminie Osmaci. W 2013 roku liczyła 394 mieszkańców.